# Barathrites
Barathrites is een geslacht van straalvinnige vissen uit de familie van naaldvissen (Ophidiidae). Het geslacht is voor het eerst wetenschappelijk beschreven in 1911 door Zugmayer.

## Soorten
- Barathrites iris Zugmayer, 1911.
- Barathrites parri Nybelin, 1957.